# Билегуре-Билен
Билегуре-Билен или Бе́ла Го́ра-Бе́лин (нем. Byhleguhre-Byhlen; н.-луж. Běła Góra-Bělin) — коммуна в Германии, в земле Бранденбург.
Входит в состав района Даме-Шпревальд. Подчиняется управлению Либерозе/Обершпревальд. Занимает площадь 35,46 км².

## Населённые пункты
Коммуна подразделяется на 2 сельских округа:
- Билегуре (Бела-Гора)
- Билен (Белина)

## Население
В настоящее время деревня входит в состав культурно-территориальной автономии «Лужицкая поселенческая область», на территории которой действуют законодательные акты земель Саксонии и Бранденбурга, содействующие сохранению лужицких языков и культуры лужичан.
| Год  | Население |
| ---- | --------- |
| 1990 | 894       |
| 1995 | 935       |
| 2000 | 897       |
| 2005 | 856       |
| 2010 | 807       |
| 2015 | 772       |
| 2020 | 753       |